# Прешево
Прешево (серб. Прешево, Preševo, алб. Presheva) — міське селище в Сербії, адміністративний центр однойменної общини у Пчиньському окрузі.
Село лежить біля кордону з Північною Македонією, де розташований прикордонний КПП. Тут є залізнична станція.

## Населення
Згідно з переписом населення 2002 року, громада Прешево мала 34 904 жителі. Результати перепису 2011 року неточні, оскільки майже всі етнічні албанці бойкотували його проведення, як і в сусідній громаді Буяновац.

### Етнічні групи
Згідно з переписом населення 2002 року, албанці становлять близько 90 % населення громади і більш ніж 95 % міста. Більшість інших жителів — серби, що переважно сконцентровані в селах Лянік, Свініште, Славуєвац, Цакановац. Решта сіл мають абсолютну албанську більшість.
Етнічна композиція громади:
| Етнічна група | 1961   | 1971   | 1981   | 1991   | 2002   | 2011[a] |
| ------------- | ------ | ------ | ------ | ------ | ------ | ------- |
| Албанці       | 18,229 | 23,625 | 28,961 | 34,992 | 31,098 | 416     |
| Серби         | 6,741  | 5,777  | 4,204  | 3,206  | 2,984  | 2,294   |
| Роми          | 146    | 312    | 434    | 505    | 322    | 271     |
| Македонці     | 43     | 71     | 36     | -      | 21     | 14      |
| Мусульмани    | 40     | 70     | 100    | 118    | 15     | 2       |
| Чорногорці    | 14     | 8      | 19     | 7      | 2      | -       |
| Югослави      | 94     | 18     | 27     | 35     | -      | 1       |
| Інші          | 1,431  | 176    | 167    | 80     | 462    | 82      |
| Всього        | 26,738 | 30,057 | 33,948 | 38,943 | 34,904 | 3,080   |